# C.J. Garrison
C.J. Garrison is een personage uit de Amerikaanse soapserie The Bold and the Beautiful. C.J. werd op het scherm geboren op 18 oktober 1991. Als kind werd hij door een aantal acteurs gespeeld en in 1998 nam Mick Cain de rol over, Cain was toen 19 jaar. In 2001 verdween C.J. en hij kwam terug voor een jaar van 2002 tot 2003. Sindsdien is hij nog enkele malen te gast geweest.

## Personagebeschrijving
C.J. is de zoon van Sally Spectra en Clarke Garrison. Het huwelijk tussen zijn ouders was liefdeloos en toen C.J. nog een baby was trok Clarke de wijde wereld in. Clarke kwam in 1996 terug, toen C.J. al een tiener was en hij dacht dat zijn vader weggegaan was omwille van hem. Sindsdien heeft hij een band opgebouwd met zijn vader.

## Acteurshistorie
Michelle Heap
November 1991
Tyler & Jacob DeHaven
December 1991 tot 26 mei 1993
Taylor Joseph Robinson
September 1993 tot 1994
Kevin & Christopher Graves
1994 tot april 1995
Kyle Sabihy
31 augustus 1995 tot mei 1997
Mick Cain
Contract : 13 januari 1998 tot 2 januari 2001, 1 juli 2002 tot 6 augustus 2003
Terugkerend : 2004, 2007